# Teracotona pallidior
Teracotona pallidior är en fjärilsart som beskrevs av Friedrich Wilhelm Niepelt 1937. Teracotona pallidior ingår i släktet Teracotona och familjen björnspinnare. Inga underarter finns listade i Catalogue of Life.